# БТР-70МБ1
БТР-70МБ1 — один из белорусских вариантов модернизации советского бронетранспортёра БТР-70.

## История

### Разработка и испытания
Разработка модернизированных вариантов БТР-70 для вооружённых сил страны и иностранных заказчиков началась на 140-м ремонтном заводе МО РБ в городе Борисов в начале 2000-х годов.
Разработка БТР-70МБ1 проходила за счёт собственных средств предприятия под руководством главного конструктора завода О. А. Петровой и машина предлагалась на экспорт ещё до окончания государственных испытаний.
В мае 2014 года на проходившей в Минске оружейной выставке MILEX-2014 завод сообщил о возможности производства на экспорт "модернизированного бронетранспортёра БТР-70МБ с двигателем КАМАЗ".
В ноябре 2016 года БТР-70МБ1 успешно завершил государственные испытания.
В начале января 2017 года опытно-конструкторские работы по БТР-70МБ1 были завершены и в январе 2017 года он был официально принят на вооружение.
В 2018 году БТР-70МБ1 начали поступать в подразделения сил специальных операций Белоруссии. 24 июля 2018 года ещё 32 бронетранспортёра передали на вооружение 103-й отдельной гвардейской воздушно-десантной бригады.

### Боевое применение
В октябре 2018 года появились сведения о использовании БТР-70МБ1 в боевых действиях на территории Йемена армией Судана.
В январе 2022 года машина использовалась белорусской миротворческой ротой в ходе операции в Казахстане.

## Описание
В ходе переоборудования БТР-70 в БТР-70МБ1 производится капитальный ремонт, ремоторизация (два карбюраторных двигателя ЗМЗ-4905 семейства ЗМЗ-53 заменяют на 8-цилиндровый дизельный двигатель КАМАЗ-7403.10 с турбонаддувом мощностью 260 л. с.), установка новой раздаточной коробки и приводов её управления. Коробка переключения передач пятиступенчатая. Также устанавливается более совершенный водомётный движитель от БТР-80.
Производится замена радиооборудования — БТР-70МБ1 получил белорусскую цифровую радиостанцию Р-181-50ТУ «Дрофа» (которая обеспечивает передачу речевой и цифровой информации по помехозащищенному каналу связи), а также дневно-ночной прицел ПП-61МК и прибор наблюдения водителя «Puma Driver-170А».
Для обеспечения комфортного размещения военнослужащих на 140 мм увеличена высота десантного отделения, а для удобства выхода из бронемашины — расширены проёмы боковых люков с установкой в них двустворчатых дверей. В целях маскировки и прикрытия бронемашины от огня противотанковых средств модернизированный БТР-70МБ1 оборудован шестью 81-мм дымовыми гранатомётами 902В «Туча-2», отстреливающими на дальность 200—300 м заряды, образующие сплошную дымовую завесу размером 50х28 м.
Установлены шины марки КИ-80, выполненные из пулестойкой резины.
Штатное вооружение осталось прежним, но предусмотрена теоретическая возможность установки башенного боевого модуля с 30-мм автоматической пушкой 2А42.

## Страны-эксплуатанты
- Беларусь — вооружённые силы[9] с января 2017 года[4].
- Судан[13] — с 2018 года.
- Кот-д’Ивуар[14] — 4 единицы на вооружении с 2018 года.